# SWR Symphonieorchester
La SWR Symphonieorchester (Orquestra Simfònica de la Ràdio del Sud-oest d'Alemanya) és una orquestra de ràdio afiliada a la xarxa de difusió pública Südwestrundfunk (Ràdio del Sud-oest d'Alemanya). Formada el 2016, l'orquestra té la seu administrativa a Stuttgart. El director artístic de l'orquestra és Johannes Bultmann i l'actual director gerent és Felix Fischer. El director principal de l'orquestra és Teodor Currentzis.

## Llocs
La SWR Symphonieorchester ofereix concerts a diverses ciutats i sales de concerts alemanyes. Les principals ciutats i sales de concerts són les següents:
- Stuttgart (Liederhalle; Theaterhaus; Wilhelmatheater)
- Freiburg im Breisgau (Konzerthaus, E-Werk)
- Mannheim (Rosengarten)

L'orquestra també actua en altres ciutats i llocs alemanys, inclosos els següents:
- Karlsruhe (Konzerthaus; Hochschule pell Gestaltung)
- Ulm (Congrés Centrum)
- Dortmund (Konzerthaus)
- Donaueschingen (Baarsporthalle)

## Història
Els dos conjunts precursors de la SWR Symphonieorchester eren l'Orquestra Simfònica de la Ràdio de Stuttgart i l'Orquestra Simfònica de la Ràdio del Sud-oest d'Alemanya, aquesta última amb seu a Baden-Baden i Friburg. L'Orquestra Simfònica de la Ràdio del Sud-oest d'Alemanya, en particular, tenia una reputació específica per les seves interpretacions de música contemporània. El juny de 2012, el SWR Broadcasting Council va votar aprovar una mesura proposada per l' intendent SWR Peter Boudgoust per fusionar les dues orquestres, per raons ostensibles de limitacions pressupostàries per a dues orquestres independents afiliades a la SWR. El SWR Broadcasting Council va aprovar formalment la mesura el setembre de 2012, amb la fusió de les dues orquestres prevista per al 2016.
La formació de la nova orquestra, sota el nou nom de SWR Symphonieorchester, va produir un conjunt el 2016 amb un complement de 175 músics extrets de les dues orquestres anteriors. L'objectiu final és aconseguir una llista de 119 músics. La nova orquestra va donar el seu primer concert el 22 de setembre de 2016 a Stuttgart al Liederhalle, sota la direcció de Péter Eötvös.
L'orquestra no tenia cap director en el moment de la seva fundació. Sylvain Cambreling havia rebut el càrrec de director principal de la nova orquestra, però va declinar en principi, en protesta per la fusió de les dues orquestres precursores en el nou conjunt. L'abril de 2017, la SWR va anunciar el nomenament de Teodor Currentzis com a primer director titular de l'orquestra, a partir de la temporada 2018–2019.

## Directors titulars
- Teodor Currentzis (2018–present)